# The Troublemaker
The Troublemaker es el vigésimo álbum de estudio del músico estadounidense Willie Nelson publicado por la compañía discográfica Columbia Records en septiembre de 1976. Cuando Nelson se negó a firmar una renovación de su contrato con RCA en 1972, el sello discográfico decidió no publicar ninguna grabación adicional. Nelson contrató a Neil Reshen como representante, y mientras negociaba con RCA, el músico se trasladó a Austin (Texas), donde la escena local hippie en Armadillo World Headquarters renovó su estilo musical. En Nashville, Nelson conoció al productor Jerry Wexler, vicepresidente de Atlantic Records, quien se mostró interesado en su música. Reshen resolvió el problema con RCA y permitió que Nelson firmara con Atlantic como el primer artista country de la discográfica.
Producido por Arif Mardin, el álbum fue grabado en dos días en los Atlantic Records Studios de Nueva York en febrero de 1972. Nelson y su habitual banda fueron acompañados por Doug Sahm y su grupo. La publicación del álbum fue cancelada por Atlantic al decidir que no era adecuado para el sello. Después de que Atlantic cerrase su división de country, Nelson firmó un nuevo contrato con Columbia, quien le otorgó un control creativo total sobre su trabajo. 
Tras el éxito de crítica y de público de Red Headed Stranger, Columbia publicó finalmente The Troublemaker en 1976. Su lanzamiento tuvo buena recepción en la crítica musical, mientras que a nivel comercial llegó al primer puesto en la lista estadounidense de álbumes country y al puesto 60 en la lista Billboard 200.

## Lista de canciones
Cara A
| N.º | Título                                                   | Duración |  |
| 1.  | «Uncloudy Day»                                           | 4:40     |  |
| 2.  | «When The Roll Is Called Up Yonder» (James Milton Black) | 2:43     |  |
| 3.  | «Whispering Hope»                                        | 5:35     |  |
| 4.  | «There Is a Fountain»                                    | 3:13     |  |
| 5.  | «Will the Circle Be Unbroken?» (A.P. Carter)             | 4:35     |  |
| 6.  | «The Troublemaker» (Bruce Belland, Dave Somerville)      | 1:52     |  |

Cara B
| N.º | Título                                         | Duración |  |
| 1.  | «In the Garden» (C. Austin Miles)              | 4:08     |  |
| 2.  | «Where the Soul Never Dies»                    | 4:14     |  |
| 3.  | «Sweet Bye & Bye»                              | 2:39     |  |
| 4.  | «Shall We Gather at the River?» (Robert Lowry) | 3:07     |  |
| 5.  | «Precious Memories» (J. B. F Wright)           | 7:36     |  |

## Personal
- Willie Nelson - guitarra, voz
- Paul English - batería
- Larry Gatlin - guitarra, voz
- Jeff Gutcheon - órgano
- Dee Moeller - voz
- Bobby Nelson - piano
- Doug Sahm - violín, coros
- Sammi Smith - voz
- Dan Spears - contrabajo
- Jimmy Day - pedal steel guitar

## Posición en listas
| País           | Lista              | Posición |
| -------------- | ------------------ | -------- |
| Estados Unidos | Top Country Albums | 1        |
| Estados Unidos | Billboard 200      | 60       |